# Corallium medea
Corallium medea är en korallart som beskrevs av Bayer 1964 . Corallium medea ingår i släktet Corallium och familjen Coralliidae. Inga underarter finns listade i Catalogue of Life.